# Парипиранга
Парипиранга (порт. Paripiranga)  —  муниципалитет в Бразилии, входит в штат Баия. Составная часть мезорегиона Северо-восток штата Баия. Входит в экономико-статистический  микрорегион Рибейра-ду-Помбал. Население составляет 27 002 человека на 2006 год. Занимает площадь 388,784 км². Плотность населения — 69,5 чел./км².

## История
Город основан 6 июня 1944 года. 

## Статистика
- Валовой внутренний продукт на 2003 год составляет 67 864 774,00 реалов (данные: Бразильский институт географии и статистики).
- Валовой внутренний продукт на душу населения на 2003 год составляет 2531,04 реалов (данные: Бразильский институт географии и статистики).
- Индекс развития человеческого потенциала на 2000 год составляет 0,596 (данные: Программа развития ООН).